# 妙高々原村
妙高々原村（みょうこうこうげんむら）は、かつて新潟県中頸城郡にあった村である。

## 沿革
- 1901年（明治34年）11月1日 - 中頸城郡妙高村、関川村、境村（一部）が合併して、名香山村（なかやまむら）が発足。
- 1955年（昭和30年）4月10日 - 名称を妙高々原村に変更。
- 1956年（昭和31年）9月30日 - 中頸城郡杉野沢村と合併し、町制施行して妙高々原町となり消滅。